# Specijalna jedinica PU Osječko-baranjska "Orao"
Specijalna jedinica PU Osječko-baranjska "Orao" bila je postrojba posebne namjene hrvatske policije. Osnovana je 3. ožujka 1991. godine.

## Povijest
Nakon prvih višestranačkih izbora u Hrvatskoj, čije održavanje i čiji rezultati nisu bili po volji velikosrpskim krugovima, dio srpskog stanovništva nije prihvatio novu demokratski izabranu hrvatsku vlast. Uskoro dolazi do pobune dijela srpskog pučanstva. Ni nakon osamostaljenja Republike Hrvatske situacija se nije poboljšala.
Te su okolnosti dovele da je ondašnji ministar unutarnjih poslova RH Josip Boljkovac zapovijedio 15. ožujka 1991. godine da se započne s formiranjem Posebnih postrojba policije. Na osječkom području okolnosti su bile hitnije. Granica sa Srbijom bila je područje nadležnosti ove PU, a na području istočne Slavonije proširila se tzv. balvan revolucija. T.zv. JNA naoružavala je i podjarivala srpsko stanovništvo na pobunu. Uz to su neometano pristizali dragovoljci iz Srbije koja je bila preko rijeke. Stoga je radi sprječavanja širenja "balvan-revolucije" postrojba osnovana 12 dana prije, 3. ožujka, po zapovjedi ministra unutarnjih poslova. Tada je ustrojena Jedinica za posebne namjene "Orao".
Postrojbu su činile matična postrojba koja je bila stacionirana u Osijeku. Matična je postrojba imala 120 djelatnika te istoimene vodova po gradovima iz okružja: Đakovo 50 djelatnika, Našice 30 djelatnika i Orahovica 30 djelatnika, ukupno 230 djelatnika. Prvi zapovjednik postrojbe bio je inspektor Marijan Ivić. U postrojbi su manjinu činili policajci hrvatske nacionalnosti iz bivšeg sustava, a većinu policajci - vježbenici tj. dragovoljci.
Tijekom idućeg mjeseca, travnja 1991., osiguravali su predvojnički centar u Erdutu i pomogli formirati 1. bojnu Zbora narodne garde. Početkom sljedećeg mjeseca, mjeseca svibnja, bila je prva akcija. Akcija je izvedena uspješno. Desetak hrvatskih specijalaca "Orlova" uspješno je spriječila prelazak skupine srpskih plaćenika koji su namjeravali prebaciti se čamcima preko Dunava na područje Erduta a imali su zadaću izvesti diverzantske akcije.
SJP Orao je bila sudionica svih važnijih bitaka Domovinskog rata od prvih dana. Bili su od Vukovara, Borova Naselja, Novog Tenja do Dalja, a također i u akcijama „Bljesku“, „Olujo“, „Maslenici“ i „Medačkom džepu“.
19 pripadnika ove postrojbe poginulo je u Domovinskom ratu, a ranjeno je 60-ak pripadnika.

## Odlikovanja, priznanja i počasti
- 2012.: Red Nikole Šubića Zrinskog za iskazano junaštvo pripadnika postrojbe u Domovinskom ratu[6] (23 djelatnika)[1]
- Red kneza Domagoja s ogrlicom dobila su trojica djelatnika[1]
- Red Petra Zrinskog i Frana Krste Frankopana dobila su 2 djelatnika[1]
- Red hrvatskog križa dobila su 4 djelatnika[1]
- Red hrvatskog trolista dobila su 38 djelatnika[1]
- Red hrvatskog pletera dobio je 1 djelatnik[1]
- Zahvalnice sedmorici policijskih službenika[5]
- Zahvalnica cijeloj postrojbi za rad tijekom 20 godina[4]

## Vanjske poveznice
- MUP, Specijalna policija  Arhivirana inačica izvorne stranice od 4. travnja 2015. (Wayback Machine)